# Institut za jadranske kulture i melioraciju krša
Znanstvenoistraživačka djelatnost Instituta za jadranske kulture i melioraciju krša u Splitu uključuje temeljna i primijenjeno - razvojna istraživanja iz područja poljodjelstva, prehrambene tehnologije i šumarstva.
Temeljna istraživanja obuhvaćaju istraživanja mediteranskog ekosustava u cilju odgovarajuće valorizacije mediteranskog poljodjelstva i šumarstva, posebice istraživanja biljnih populacija mediteranskih kultura i to njihovih genetskih, morfoloških i bioloških svojstava.
Primijenjena istraživanja obuhvaćaju istraživanja fizikalnih i kemijskih svojstava tla, fizičke i kemijske degradacije tla, introdukcije biljnih vrsta, iznalaženje najprikladnijih sustava uzgoja mediteranskih kultura, tehnologije prerade te biološkog suzbijanja štetnika i biljnih bolesti.
Institut se nalazi u Splitu, na području Duilova. Površina zgrade je 2500 metara četvornih, što uključuje laboratorije i ostale radne prostore. Oko Instituta su pokusne površine (staklenici – 1 ha; nasadi i voćnjaci – 1 ha). Pokusna uljara i 3 ha pokusnih kolekcijskih voćnjaka Instituta nalaze se u Kaštel Starom.

## Povijest
Razvoj poljoprivrednih znanosti započeo je sredinom 19. stoljeća. Potaknut je otkrićima na području kemije i biologije. Prve suvremene znanstvene poljoprivredne ustanove osnovane su u drugoj polovici 19. stoljeća u Europi. Jedna od prvih na području Mediterana bila je C.K. Kemično gospodarstvena pokušajna postaja, osnovana 1894. godine u Splitu. Osnovni zadaci Postaje bili su određeni Statutom od 15. srpnja 1895. godine, a nadalje se citiraju neki od navoda:
“... Unaprijediti dalmatinsko poljodjelstvo ... posebice vinogradarstvo, maslinarstvo ... putem rigorozno postavljenih znanstvenih istraživanja, kemijskih i mikroskopskih analiza ... izučavati bolesti kulturnog bilja u Dalmaciji i načine učinkovite zaštite; analizirati i kontrolirati primjenu svih repro-materijala u poljodjelskoj proizvodnji ... analizirati i izdavati dokumente o sastavu i tehnološkoj ispravnosti svih poljodjelskih proizvoda."
Tadašnja poljoprivreda Postaja je bila dobro opremljena u cilju ispunjavanja zadataka, koji su bili propisani Statutom. Imala je suvremen i dobro opremljen laboratorij, pokusni vinski podrum i uljaru, te pokusna polja. Zahvaljujući ovoj Postaji i dobro organiziranoj poljoprivrednoj službi, poljoprivreda Dalmacije je počela znakovito napredovati primjenom novih gnojiva, novih sorata i podloga, izgradnjom suvremenih uljara, podizanjem rasadnika, voćnjaka itd. Postaja je bila pod utjecajem stalnih političkih i gospodarskih promjena koje su se događale tijekom njene dugogodišnje povijesti. Ipak, iako je njeno ime mijenjano nekoliko puta, osnovne djelatnosti su ostale iste. Od 1964. godine Institut nosi ime Institut za jadranske kulture i melioraciju krša.

## Vanjske poveznice
- Web stranice Instituta
- Studij 'Mediteranska poljoprivreda'